# Nataša Pirc Musar
Nataša Pirc Musar (9 de maig de 1968) és una advocada, política i autora eslovena, actual Presidenta d'Eslovènia des de novembre de 2022.
Prèviament, va ser comissionada d'informació (2004–2014), periodista i expresidenta de la Creu Roja d'Eslovènia (2015–2016). És més coneguda per les seves declaracions i publicacions sobre la llibertat d'informació. En la seva trajectòria com a advocada, destaca la seva representació de Melania Trump.
A la segona volta de les eleccions presidencials del novembre de 2022, va ser escollida la primera dona presidenta d'Eslovènia.

## Biografia
Pirc Musar va estudiar dret a la Facultat de Dret de la Universitat de Ljubljana el 1992, on Marko Ilešič va ser el seu supervisor. El 1997 va aprovar l'examen d'advocacia i poc després va trobar una feina a Television Slovenia, on va treballar durant sis anys com a periodista i presentadora del programa central de notícies. Després, durant cinc anys, va ser la presentadora de l'informatiu central 24UR de la televisió comercial POP TV.
Nataša Pirc va completar una formació addicional a la CNN, a Atlanta. Després va continuar els seus estudis durant dos semestres a la Universitat Salford de Manchester, durant els quals va fer pràctiques a la BBC, Granada TV, Sky News, Reuters TV i Border TV. El 2015 Va obtenir un doctorat a la Facultat de Dret de la Universitat de Viena amb una tesi sobre un just equilibri entre el dret a la privadesa i el dret a la llibertat d'informació. El 2001, es va convertir en la cap del departament de comunicació corporativa d'Aktiva Group, on treballava el seu marit Aleš Musar.

## Carrera jurídica i empresarial
L'abril de 2003, es va incorporar al Tribunal suprem d'Eslovènia com a directora del Centre d'Educació i Informació. Pirc Musar és recordada sobretot per ser la comissària d'accés a la informació pública entre 2004 i 2014. Des del març de 2011 va ser la vicepresidenta de l'Organisme Comú de Supervisió de l'Europol, i des del 2012 fins al final del seu mandat com a comissària d'informació, va ser la presidenta d'aquest òrgan de la Unió Europea. Després d'acabar el seu mandat com a comissionada d'informació, va fundar el seu propi bufet d'advocats. Rosana Lemut Strle, es va convertir en sòcia del despatx d'advocats l'any 2016, i el despatx es diu ara Pirc Musar & Lemut Strle. Entre d'altres va representar a Melania Trump, durant la presidència nord-americana del seu marit. En casos molt publicitats, va representar polítics socialdemòcrates, l'ambaixador als Estats Units Stanislav Vidovič, entre d'altres.
Entre el 2010 i el 2021, Nataša Pirc Musar va ser considerada com un dels deu advocats més influents del país en diverses ocasions. Va ser cofundadora de l'associació OnaV per connectar dones expertes i promoure el coneixement. Del 2015 al 2016, va ser presidenta de la Creu Roja Eslovena.
Pirc Musar és autora o coautora d'almenys sis llibres sobre llibertat d'informació i privadesa en eslovè, anglès i croat.

## Carrera política
El 23 de juny de 2022, va anunciar la seva candidatura com a presidenta d'Eslovènia a les eleccions presidencials eslovenes de 2022, com a candidata independent. Va ser la primera a anunciar la seva candidatura a la presidència i va rebre el suport dels expresidents d'Eslovènia Milan Kučan i Danilo Türk. Pirc Musar no és membre de cap partit polític. Tot i que defensava la seva candidatura com a independent, partits com el Partit Pirata i el Partit de la Joventut - Verds Europeus també li van donar suport.
La seva candidatura va provocar moltes especulacions mediàtiques sobre la seva relació amb Marta Kos, vicepresidenta del partit governant Moviment per la Llibertat, que també va anunciar una mica més tard la seva candidatura al càrrec de presidenta del país. Pirc Musar i Kos van afirmar ser amigues, però segons els informes dels mitjans van deixar de comunicar-se entre elles. El setembre de 2022, Kos va retirar la seva candidatura, fet que va provocar un augment del suport a Pirc Musar, que ja liderava les enquestes. A l'octubre va quedar segona a la primera volta de les eleccions presidencials, convertint-se així en una de les dues candidates a la segona volta de les eleccions presidencials del novembre de 2022. A la segona volta del 13 de novembre, Nataša Pirc Musar va derrotar Anze Logar i va ser escollida la primera dona presidenta d'Eslovènia.

## Vida privada
Està casada amb l'empresari Aleš Musar. Tenen un fill. Són els propietaris d'una propietat coneguda com la datxa russa a Zgornje Gameljne, i també són propietaris d'una limusina Rolls Royce Phantom VI, fabricada l'any 1971 per a la princesa Alexandra, membre de la família reial britànica.